# Quiina guianensis
Quiina guianensis là một loài thực vật có hoa trong họ Ochnaceae. Loài này được Aubl. miêu tả khoa học đầu tiên năm 1775.